# Жароміцність
Жаромі́цність — властивість конструкційних матеріалів (металевих, керамічних, полімерних тощо) при високих температурах чинити опір деформуванню і руйнуванню під дією механічних навантажень.
Велика кількість конструкцій працює протягом тривалого часу в умовах значних навантажень і високих температур. Тому виникає необхідність проведення механічних випробувань для дослідження характеристик матеріалу, які визначають можливість його експлуатації в цих умовах. Тобто під жароміцністю розуміють комплекс властивостей металів і сплавів, що забезпечують в умовах підвищених температур і напружень працездатність конструкцій з них без істотної пластичної деформації та/чи руйнування.

## Характеристики жароміцності
Жароміцність найчастіше характеризують короткочасною міцністю (границею міцності), границею повзучості та границею тривалої міцності при заданих температурних умовах.

### Короткочасна міцність
Короткочасна міцність визначається в умовах випробувань на розтягування стандартизованих зразків з доведенням їх до руйнування. Зразки випробують на розривній машині в умовах нагріву до заданої температури. Позначають символом {\displaystyle \sigma _{B}^{t}}, наприклад, {\displaystyle \sigma _{B}^{300}=300} МПа — границя міцності за температури 300 °C.

### Границя повзучості
Границя повзучості — напруження, за якого швидкість деформації повзучості або деформація повзучості за визначений час (за умовою) дорівнює заданій.
Для визначення границі повзучості на досліджуваний зразок протягом тривалого часу діють постійним розтяжним навантаженням і постійній температурі при фіксованій деформації зразка в часі.
Процес випробування представляють в вигляді первинної кривої повзучості в координатах «загальне подовження — час».
На основі отриманих кривих будують залежність між напруженням і подовженням і середньою рівномірною швидкістю повзучості на прямолінійному проміжку в логарифмічній системі координат.
Границю повзучості позначають літерою σ з числовими індексами, наприклад {\displaystyle \sigma _{0,2/100}^{700}} — границя повзучості при допустимій деформації 0,2 % за 100 годин випробування при 700°С.

### Тривала міцність
Дослідження на тривалу міцність відрізняється від дослідження на повзучість тим, що досліджуваний зразок доводять при даній температурі та напруженні до руйнування.
В результаті досліджень визначають границю тривалої міцності — напруження, за якого зразок досягає поділу на частини за обумовлений час дії навантаження.
Границя тривалої міцності позначається σ з двома цифровими індексами, наприклад {\displaystyle \sigma _{1000}^{700}} — границя тривалої міцності за 1000 годин при 700°С.